# Adrián de Vicente
Néstor Adrián de Vicente (* 16. Juni 1964; † 20. März 2011) war ein argentinischer Fußballspieler.

## Sportlicher Werdegang
De Vicente begann 1982 seine Profikarriere bei CA River Plate. Ab 1985 folgten kurzfristige Engagements bei Instituto Atlético Central Córdoba, dem Club Atlético Talleres und dem Club Atlético Platense, ehe er 1989 nach Europa kam. Beim Schweizer Klub Grasshopper Club Zürich löste er Wynton Rufer als vereinsintern besten Torschützen ab, mit zwölf Saisontoren in seiner ersten Spielzeit belegte er hinter Iván Zamorano und John Eriksen den dritten Platz der Torschützenliste der Meisterschaft und führte die von Ottmar Hitzfeld trainierte Mannschaft zum Meistertitel. Zudem gelang ihm im Cupfinal der entscheidende Treffer zum Doublegewinn. Bei der erfolgreichen Titelverteidigung in der anschließenden Spielzeit erzielte er 15 Tore, abermals gereichte es zum dritten Platz der Torschützenliste.
1993 kehrte De Vicente nach Argentinien zurück und lief bis Ende 1997 für Estudiantes de La Plata auf. Anschließend ließ er beim Racing Club seine Karriere ausklingen. Später war er als Spielervermittler tätig, ehe er bei einem Autounfall ums Leben kam.